# Шамрай, Борис Викторович
Борис Викторович Шамрай — советский хозяйственный, государственный и политический деятель.

## Биография
Родился в 1923 году в Краснодаре. Член КПСС.
Участник Великой Отечественной войны: командир взвода 127-го батальона инженерных заграждений 27-й отдельной инженерной бригады особого назначения
Окончил ЛЭТИ в1951 году как инженер по электрооборудованию судов.
В 1951—1975 — ассистент, доцент Ленинградского электротехнического института.
В 1975—1983 — ректор Северо-Западного заочного политехнического института.
В 1983—1994 — заведующий кафедрой автоматики и телемеханики, профессор СЗПИ.
Умер в Санкт-Петербурге.

## Награды
- Орден Отечественной войны I степени
- Орден Красного Знамени
- Орден Дружбы народов (29.05.1981)
- Орден Красной Звезды